# Cassipourea paludosa
Cassipourea paludosa là một loài thực vật có hoa trong họ Rhizophoraceae. Loài này được Hutch. & Dalziel ex Jacq.-Fél. mô tả khoa học đầu tiên năm 1952.